# Mrenarji
Mrenarji ali leteči lemurji (znanstveno ime Dermoptera) so red sesalcev, za katere je značilna jadralna opna, kožna mrena, razpeta med vratom, konicami vseh štirih nog in konico repa. Z njo lahko nadzorovano in učinkovito jadrajo med drevesnimi krošnjami v gozdovih, kjer živijo. Med vsemi sesalci, ki imajo jadralno opno (poleg njih še leteče veverice in leteči vrečarji), je pri mrenarjih ta najbolje razvita, saj pri nobeni drugi živali ni razpeta tudi do vratu in repa.
Med mrenarje uvrščamo dve danes živeči znani vrsti, filipinskega in malajskega mrenarja, združeni v edino družino, Cynocephalidae, in razširjeni po Jugovzhodni Aziji. Čeprav so najbližji sorodniki prvakov, je ime »leteči lemurji« neposrečeno, saj niso lemurji, niti niso sposobni aktivnega letanja.